# Борок (Бобруйский район)
Боро́к (бел. Барок) — деревня в составе Горбацевичского сельсовета Бобруйского района Могилёвской области Белоруссии.

## Население
- 1999 год — 23 человека
- 2010 год — 17 человек